# Heli Syrjä
Heli Johanna Syrjä, po mężu Syvävirta (ur. 27 listopada 1967 w Kajaani) – fińska judoczka. Olimpijka z Barcelony 1992, gdzie zajęła dwudzieste miejsce w wadze półciężkiej.
Uczestniczka mistrzostw świata w 1989 i 1991. Startowała w Pucharze Świata w latach 1991-1993, 1995, 1996 i 1999. Siódma na mistrzostwach Europy w 1989 i 1992 roku. Trzynastokrotna mistrzyni kraju.

## Letnie Igrzyska Olimpijskie 1992
| Konkurencja | Eliminacje                 | Klas. końcowa |
| Konkurencja | Przeciwnik I               | Miejsce       |
| ----------- | -------------------------- | ------------- |
| 72 kg       | Katarina Håkansson (SWE) P | 20.           |